# .458×2-inch American
.458×2-inch American — мисливський гвинтівковий великокаліберний набій, розроблений зброярем Френком Бернесом (англ. Frank Barnes) на базі патрона .458 Winchester Magnum шляхом скорочення гільзи останнього до 2 дюймів (51 мм).

## Історія
.458×2-inch American був спроектований як великокаліберний набій для полювання на великих північноамериканських звірів. Френк Бернес вважав, що .458 Winchester Magnum та .460 Weatherby Magnum занадто потужні для цих цілей та набою меншої потужності буде цілком достатньо.Патрон має достатню забійну силу для полювання на будь-яких північноамериканських тварин. Він також придатний для африканських полювань з малої дистанції..458×2-inch American дуже схожий на .450 Marlin. Обидва набої мають однаковий калібр та довжину. Але .450 Marlin не може застосовуватися у зброї під патрон для .458×2-inch American тому що гільза .450 Marlin має значно ширший поясок. Також .458×2-inch American не слід застосовувати у зброї під .450 Marlin бо це може призвести до заклинювання набою. Будучи несумісними, ці патрони є практично близнюками за своїми уражуючими та балістичними характеристиками..458×2-inch American був розроблений для використання у гвинтівках із ковзним затвором. Першою гвинтівкою, випущеною у цьому калібрі, була Remington Model 722. Також є варіант гвинтівки Winchester Model 94 під цей набій.